# À bout de course (film)
Pour les articles homonymes, voir À bout de course.
Pour plus de détails, voir Fiche technique et Distribution.
À bout de course (Running on Empty) est un film américain réalisé par Sidney Lumet, sorti en 1988.
Il met en scène River Phoenix, Judd Hirsch, Christine Lahti et Martha Plimpton dans les rôles principaux. L'histoire, librement inspirée de celle de Bill Ayers et Bernardine Dohrn du groupe radical Weather Underground, raconte la fuite perpétuelle d'un couple recherché par le FBI et de leurs fils.
Il reçoit des critiques globalement très positives et obtient plusieurs nominations aux Oscars et aux Golden Globes, où il obtient le prix du meilleur scénario.

## Synopsis
Un lycéen découvre en rentrant chez lui des policiers qui épient la maison familiale. Comprenant immédiatement de quoi il s'agit, le jeune Danny Pope prévient son jeune frère et ses parents. Tous fuient le FBI qui a retrouvé une nouvelle fois leurs traces. En effet, en 1971, Arthur et Annie Pope faisaient partie de la contre-culture et ont fait exploser un laboratoire où l’on fabriquait du napalm pour protester contre la guerre du Viêt Nam. Le gardien du laboratoire, qui n’aurait pas dû être présent, a été paralysé et a perdu la vue dans l’explosion. Arthur et Annie Pope sont donc depuis cette date en fuite perpétuelle, aidés par un réseau de sympathisants qui les aide aussi financièrement. Lors de l’explosion, leur fils Danny avait deux ans. Au début du film, il est adolescent et la famille, à laquelle s’est ajouté un second fils Harry, doit changer à nouveau de ville et d’identité. Ils ont choisi cette vie de fuyard mais désormais leur fils est en âge de choisir la sienne.
Dans son nouveau lycée du New Jersey, le talent de pianiste de Danny attire l'attention de son professeur de musique. Celui-ci, qui s’étonne de ne pouvoir obtenir les notes de Danny dans son ancienne école, le pousse à se présenter à une audition à la Juilliard School tandis que Danny tombe amoureux de Lorna, la fille du professeur.
Comme son désir de mener sa  propre vie et de réaliser ses rêves s'intensifie, Danny révèle son secret à Lorna. Sa mère Annie, qui découvre les plans de son fils, se rend compte qu’il est temps de le laisser partir, à la différence du père de Danny. Elle reprend alors contact avec son propre père pour assurer un avenir au jeune pianiste.
Arthur réalise qu'il est en train de devenir le modèle autoritaire contre lequel il s’est rebellé autrefois et qu’il n’a pas le droit d’imposer une limite à la liberté de son fils. La famille quitte alors Danny et repart pour une nouvelle vie avec une nouvelle identité.

## Fiche technique
Sauf indication contraire, les informations mentionnées dans cette section peuvent être confirmées par la base de données cinématographiques IMDb,  présente dans la section « Liens externes ».
- Titre original : Running on Empty (litt. « À vide » ou « À bout de souffle »)
- Titre français : À bout de course
- Réalisation : Sidney Lumet
- Scénario : Naomi Foner Gyllenhaal
- Musique : Tony Mottola
- Direction artistique : Robert Guerra
- Décors : Philip Rosenberg
- Costumes : Anna Hill Johnstone
- Photographie : Gerry Fisher
- Montage : Andrew Mondshein
- Production : Griffin Dunne et Amy Robinson
  - Production déléguée : Naomi Foner Gyllenhaal et Burtt Harris
- Sociétés de production : Double Play et Lorimar Film Entertainment
- Société de distribution : Warner Bros.
- Pays de production :  États-Unis
- Langue originale : anglais
- Format : couleur — 35 mm — 1,85:1 — son mono
- Genres : drame ; policier, musical
- Durée : 116 minutes
- Dates de sortie[1] :
  - États-Unis : 7 septembre 1988 (avant-première à New York) ; 9 septembre 1988 (sortie nationale)
  - France : 26 octobre 1988
- Classification[2] :
  - États-Unis : PG-13
  - France : interdit aux moins de 12 ans

## Distribution
- Christine Lahti (VF : Annie Balestra) : Annie Pope
- Judd Hirsch (VF : Sady Rebbot) : Arthur Pope
- River Phoenix (VF : Bernard Gabay) : Danny Pope
- Martha Plimpton (VF : Françoise Dasque) : Lorna Phillips
- Ed Crowley (VF : Philippe Dumat)  : M. Phillips
- Jonas Abry : Harry Pope
- L. M. Kit Carson (VF : Dominique Collignon-Maurin) : Gus Winant
- Steven Hill (VF : Louis Arbessier) : Donald Patterson
- Marcia Jean Kurtz : une employée de l'école

## Production
Le tournage a lieu d'août à octobre 1987. Il se déroule à New York (Alice Tully Hall, Manhattan, Long Island City) et dans l'État de New York (comté de Rockland), dans le New Jersey (Tenafly, Union Beach, Englewood, Alpine) ainsi qu'en Floride (Florida City).

## Distinctions principales

### Récompenses
- Los Angeles Film Critics Association Awards 1988 : meilleure actrice pour Christine Lahti
- Golden Globes 1989 : meilleur scénario pour Naomi Foner Gyllenhaal
- National Board of Review Awards 1988 : Top Ten Films et meilleur acteur dans un second rôle

### Nominations
- Oscars 1989 :
  - Meilleur acteur dans un second rôle pour River Phoenix
  - Meilleur scénario original pour Naomi Foner Gyllenhaal
- Golden Globes 1989 :
  - Meilleur film dramatique
  - Meilleure réalisation pour Sidney Lumet
  - Meilleure actrice dans un film dramatique pour Christine Lahti
  - Meilleur acteur dans un second rôle pour River Phoenix

## Analyse du film
(février 2022).
- Si vous ne connaissez pas le sujet, laissez ce bandeau (vous pouvez alors contacter les auteurs).
- Si vous supprimez le contenu mis en cause (vous pouvez préalablement contacter les auteurs),

argumentez précisément cette suppression dans la page de discussion
(un manque de référence n'est pas un argument ; une recherche réelle de référence doit avoir été effectuée, être formellement documentée).
Sur un fond de scénario politique, le film vaut principalement par les rapports entre les principaux personnages : relations familiales entre les deux époux, entre parents et leur fils aîné, entre Annie Pope et son propre père. Des scènes particulièrement fortes illustrent ces rapports comme celle touchante de l'anniversaire d'Annie Pope, celle du retour à la maison d'Arthur ivre et bien sûr celle de la séparation finale des parents et de Danny. Il vaut également par l'importance du personnage de Danny Pope et de sa prise de responsabilité tant au sein de sa famille que pour sa propre vie. C'est également le cas des relations entre les jeunes gens qui découvrent en même temps leur amour et la difficulté de trouver leur place au milieu d'événements dont ils ne sont pas responsables. On signalera notamment la justesse du jeu et du ton des deux jeunes acteurs River Phoenix et Martha Plimpton qui se retrouvaient au cinéma deux ans après Mosquito Coast. À titre anecdotique, River Phoenix jouerait lui-même au piano le début de la fantaisie en ut mineur K 475 de Mozart lors de l'audition à la Juilliard School.